# Beherit
Beherit este o formație de black metal din Rovaniemi, Finlanda formată în anul 1989 de către Nuclear Holocausto (Marko Laiho), Daemon Fornication și Sodomatic Slaughter (Jari Pirinen) cu scopul de a crea "cea mai primitivă, sălbatica, obsedata-de-dracu" trupă de black metal imaginabilă. Beherit este un cuvânt siriac însemnand Satana.

## Istoria

### Începutul (1989-1990)
Beherit a fost format în anul 1989 de către trei tineri din Rovaniemi, Lapland: vocalist-chitaristul Nuclear Holocausto (Marko Laiho), basistul Daemon Fornication și bateristul Sodomatic Slaughter (Jari Pirinen). Aceștia au scos trei demo-uri în '90: Seventh Blasphemy, Morbid Rehearsals și Demonomancy, și de asemenea au făcut impresie prin concertele lor live cu capete de porci si capre pe scenă.

### Reuniunea (2008-2009)
Beherit s-au reunit în anul 2008, după aproximativ 13 ani de inactivitate, pentru a scoate în 2009 un album intitulat Engram.

## Membri

### Membri actuali
- Nuclear Holocausto (Marko Laiho) (Black Crucifixion) – solist, chitară, clape (1989–1996, 2008–prezent)
- Sodomatic Slaughter (Jari Pirinen) (Black Crucifixion) – baterie (1989–1993, 2008–prezent)
- Ancient Corpse Desekrator (Sami Tenetz) (Thy Serpent) – chitară (2008-prezent)
- Abyss – chitară bas (2008–prezent)

### Foști membri
- Daemon Fornication (Demon Fornication) – chitară bas
- Black Jesus (Arjo Wennström) (Painflow) – chitară bas
- Kimmo Luttinen (Catamenia, Impaled Nazarene, The Black League) – baterie

## Discografie

### Albume
- Drawing Down the Moon (1993)
- H418ov21.C (1994)
- Electric Doom Synthesis (1995)
- Engram (2009)
- At the Devil's Studio 1990 (2011)

### Compilații
- The Oath of Black Blood (1991)
- Beast of Beherit - Complete Worxxx (1999)

### EP-uri și demo-uri
- Seventh Blasphemy (1990)
- Morbid Rehearsals (1990)
- Demonomancy (1990)
- Dawn of Satan's Millennium (1990)
- Diabolus Down There
- Unreleased Studio Tracks (1991)
- Promo 1992 (1992)
- Messe des morts (1994)
- Celebrate the Dead (2012)

### Split
- Beherit / Death Yell (1991)
- Messe des morts / Angel Cunt (1999) (cu Archgoat)